# Phaeolepiota aurea
Phaeolepiota là một chi nấm trong họ Agaricaceae. Đây là chi đơn loài, chứa một loài Phaeolepiota aurea. P. aurea.

## Hình ảnh

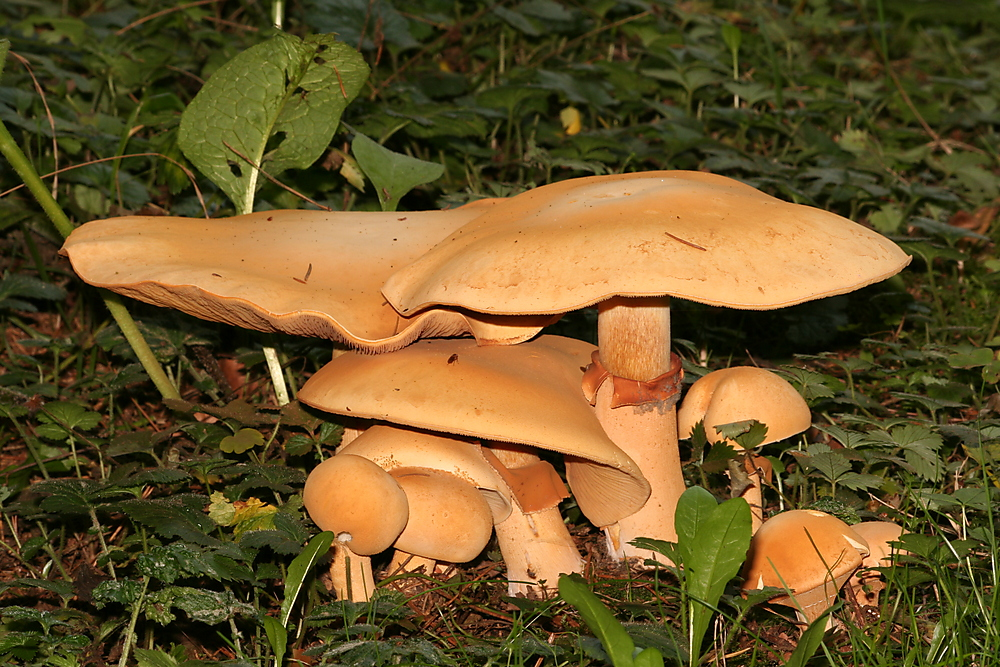
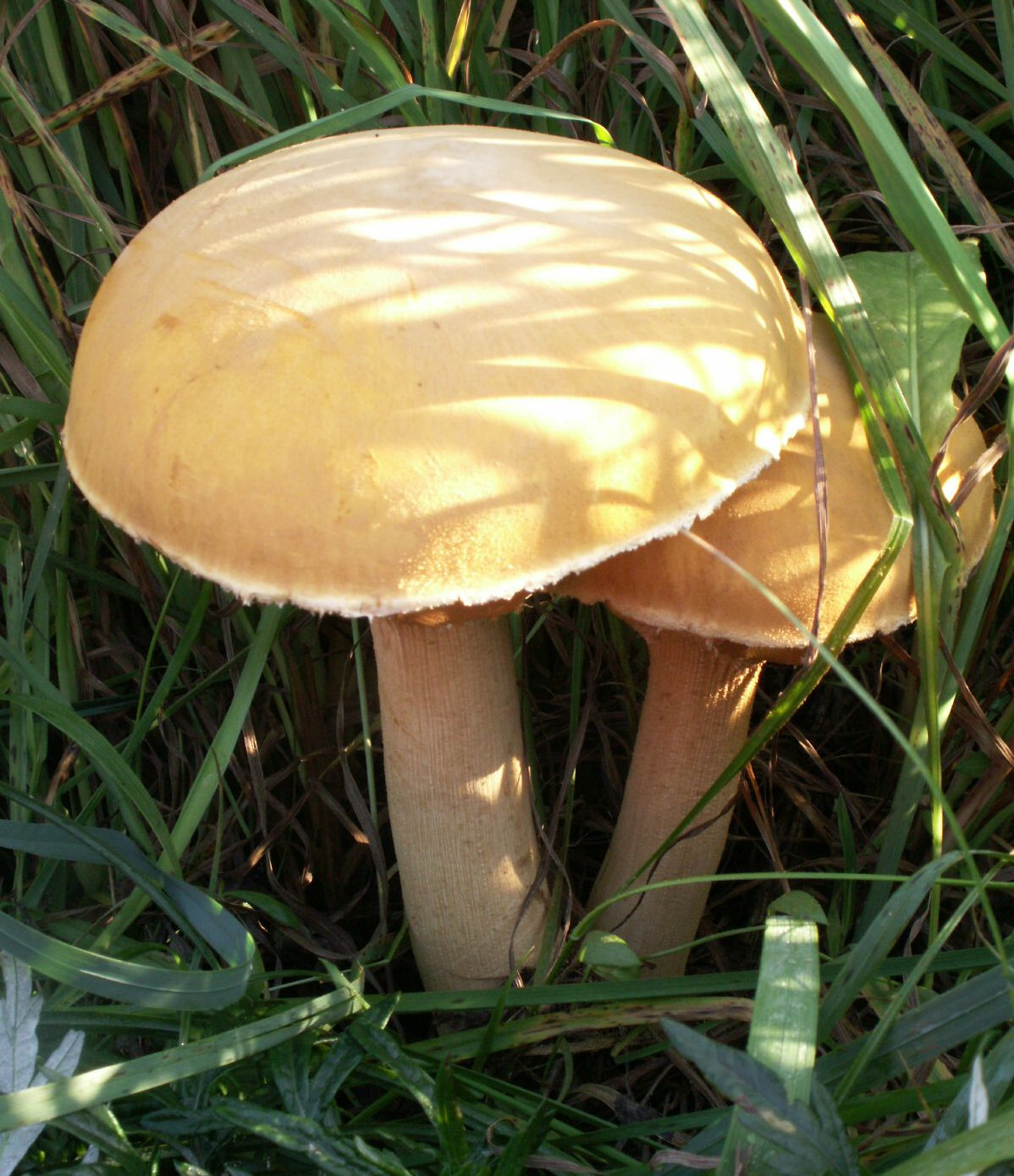